# ナスノ
ナスノ（1924年4月20日 - 1942年9月転売不明）は日本の競走馬、種牡馬。1927年の優勝内国産馬連合競走（東京秋、連合二哩）、1929年の帝室御賞典（横浜秋）、各内外国産古馬競走（春、二哩一分）の勝ち馬である。
当時の競馬界で「日本一の名馬」と評され、引退レースとなった内国産馬競走（後の中山四千米）におけるハクシヨウとの対決でも知られている。引退後は農林省に1万円で買い上げられ、国有種牡馬として北海道の日高種馬牧場に繋養された。

## 生涯

### 誕生
栃木県西那須野村の千本松農場で誕生する。父は英国からの輸入種牡馬であるガロン（Gallon）で、幼名は電光といった。ガロンは幼駒時代に負った肩の故障のため、競走馬としては不出走に終わった後、1912年にポートランドベー（Portland Bay）らと共に日本へ輸入されていた。購買価格は同年度に輸入された馬の中では最高額の2万4000円、父ガリニュール、母フレアー（母父セントフラスキン）の血統で、気性の荒さが有名であった。
母の常夏（競走名トコナツ）は、関東大震災前に活躍した馬で、現役時代に5勝を挙げた後、故郷の千本松農場で繁殖牝馬となった。小柄ながら気の強い馬であったという。常夏の母に当たるブルーボンネット（競走名ブルーボンネッツ）が血統不詳の豪州産馬であったことから、ナスノはサラブレッドではなく、内国産洋種（サラブレッド系種）として登録された。なお、ブルーボンネットの産駒にも、連合二哩2着の成績を残した「ナスノ」という競走馬がいたため、当のナスノは2代目となる。

### デビューまで
ガロンの産駒は気性の荒い馬が多かったが、ナスノのそれは輪をかけて激しいものであった。幼少期から柵を押し倒して隣の馬に喧嘩を吹っ掛けるなど、手に負えない性格をしていたという。稽古もサボりがちで、いつも怠けて草を食べており、それを鞭の音で叱ると、今度は遥か先の馬群を追い抜くまで滅茶苦茶に走り出し、ハナに立つとまた安心して草を食べる有様であった。
1927年の春先になって、ナスノは橋本徳次郎の所有馬となり、横浜競馬場の中住与之助の元に預託された。橋本は早くからナスノに目を付けており、中住もナスノの馬体や走りを見て「バンザイ以上になる」と太鼓判を押していた。農場の言い値は3万円と、当時の内国産馬としては破格の高値で、実際の売買価格は不明であるが2万5000円は下らないとされている。なお、フェデリコ天塩によれば、当時、千本松農場の所有者であった公爵松方巌が昭和金融恐慌での十五銀行倒産の責任を取り、爵位返上と共に個人資産を処分していった際に、ナスノも橋本の手に渡ったとする。仲住厩舎では、バンザイも務めた厩舎頭の広江直蔵がナスノの管理に当たった。

### 4歳（1927年）- 6歳（1929年）
デビューは東京を予定していたが、調教中の怪我のため延期され、5月の横浜が初戦となった。赤石孔が騎乗し、2着のタマホコに6馬身差をつけて勝つと、次の優勝戦でも同じくタマホコを破って勝利した。秋初戦からは二本柳省三に乗り替わり、横浜のオールカマーハンデキャップ（オールカマーH）に出走、6番人気と期待薄であったが、最後猛烈に追い込んでコクホウの2着に入った。二日目の一般戦を楽勝の後、優勝戦で本命に推されるが、ラプトンに半馬身差で敗戦。その後、東京に移ると、特殊ハンデキャップ競走（特ハン）、連合二哩を連勝した。
5歳になったナスノは、東京初日の特ハンを勝つが、二日目の二哩一分では初めての着外に沈んだ。この年は、最終的に12戦9勝の成績を収め、特に秋シーズンは、御大礼記念競馬の特ハンを勝ち、東京、横浜と優勝戦を連勝するなど、ナスノの絶頂期であった。6歳の春、東京の特ハンに勝利すると、次戦の二哩一分では、後に内国産馬競走でも争うハクシヨウに5馬身差を付けて圧勝した。横浜を休養の後、秋のオールカマーHでは10着と2度目の着外を喫するが、次戦、自身初の出走となった帝室御賞典では、59kgを背負って難なく勝ち上がった。

### 7歳（1930年）、対ハクシヨウ戦
| 着順 | 着順       | 斤量 [kg] | 騎手       | タイム（着差） |
| ---- | ---------- | --------- | ---------- | -------------- |
| 1着  | ハクシヨウ | 62.5      | 尾形景造   | 4:34.0         |
| 2着  | ナスノ     | 63.5      | 岸参吉     | 3馬身          |
| 3着  | ゴーケツ   | 55.0      | 織田紋次郎 | 大差（100m）   |

1930年、7歳になったナスノは、この春に肥田金一郎が創設した内国産馬競走に出走する。ナスノにとっては、これが最初で最後の中山競馬場でもあった。競走にはもう一頭、ハクシヨウが勧誘され、最終的にゴーケツという馬も出走したが、同馬は2着に賞金を出すための数合わせであった。ナスノの鞍上は、乗り馴れた二本柳から変わり、騎兵経験のある岸参吉が務めた。この勝負は新聞が報じたことで話題を呼び、当日の観客は2万人を数えた。
レースは、いつもは追い込み策をとるハクシヨウが逃げの手を打ち、ナスノは3、4馬身差の射程距離でそれに続いた。競馬場を二周半するレースの内、最初のゴール前でハクシヨウとの差は7馬身程あったが、徐々に差を詰めていき、最後の第3コーナーでは2馬身まで迫った。しかし、最後まで逃げるハクシヨウを捉えられず3馬身差の2着に敗れた。観客からは「ナスノが負けた」との声が漏れ、岸はレース後涙を浮かべていた。ナスノの敗因について、読売新聞は騎手の作戦等の差をあげているが、岡田光一郎は作戦というよりも、ナスノの全盛期が過ぎていたためと推測している。この後、1年程を厩舎で過ごし、その間に障害転向の噂も出たが、結局、この競走を最後に現役を引退した。

### 引退後
引退後、農林省が1万円で買い上げ、1931年3月5日には国有種牡馬として北海道の日高種馬牧場に送られた。ナスノは12年間供用された後、1942年9月に転売され、以降の消息は不明となっている。生涯で312頭の産駒が記録されているが、その大半はアラブとの交配であった。岡田は、産駒については「とくに記すほどの馬もなさそうである」と述べ、また、小島敬三郎は、「アラブ抽せん馬にはその血脈を残したが、サラ系種には産駒としてゴスペルなどが競馬場裡に僅かに成績を残しただけ」とする。
肌馬のほとんどがアラブであったことについて、小島は、内国産洋種であるが故の血のハンデや、当時の軍部がアラブ生産を強く要請していたことを理由としてあげ、ナスノの血が絶えたことに関しては、「ナスノほどの名馬の名血が、その血統のために、牡馬だったがために、競走馬裡に血脈を絶ったことはまことに遺憾であった」と述べている。

## 馬体・評価
現役時代の馬格は、体高158cm、胸囲186cm、管囲20cm。当時の競馬界の常勝馬として「日本一の名馬」、「天下の名馬」と称されるほどの活躍を見せた。茂木幹夫によると、一頭地を抜く強さのため、ナスノが敗れた競走はそのほとんどが大穴であったという。大川義雄は「當年の名馬と云へば直ちにこのナスノ號を想はせる程の名馬であつた」と述べ、種牡馬ガロンの最高傑作と評している。また、『優駿』誌上の企画である「プロの目で厳選した 20世紀のベストホース100」（2000年11月号）にも名を連ねた。
競走能力については、高橋謙が「実に戦闘的な豪傑型で、スピード抜群、本来は中距離までの馬だが、ちょっと桁がちがっていて長距離にも強かった」とするほか、茂木によれば、天候が晴れであろうが雨であろうが苦にせず走ったという。また、レース振りについては、同じく茂木が「太刀山の全盛時代の如く猛然と突進あるのみで、全く無策の猛威と言ふ感じであつた」と述べている。

## 競走成績
成績表は『日本の名馬・名勝負物語』、『日本競馬の歩み 資料編』に基づく。
| 競走日 | 競走日 | 競走日 | 競馬場 | 競走名            | 距離（馬場） | 距離（馬場） | 頭数 | 着順 | タイム | タイム   | 着差     | 騎手       | 斤量 | 斤量 | 勝ち馬 /（2着馬）  | 注釈     |
| ------ | ------ | ------ | ------ | ----------------- | ------------ | ------------ | ---- | ---- | ------ | -------- | -------- | ---------- | ---- | ---- | ------------------ | -------- |
| 1927.  | 05.    | 14     | 根岸   | 内国産新馬        | 芝           | 00009f（不） | 4    | 01着 |        | 1:59.0   | 6馬身    | 赤石孔     | 120  | 斤   | （タマホコ）       |          |
|        | 05.    | 22     | 根岸   | 内国産新馬優勝    | 芝           | 00010f（良） | 3    | 01着 |        | 2:11.0   | 21⁄2馬身 | 赤石孔     | 120  |      | （タマホコ）       |          |
|        | 11.    | 05     | 根岸   | オールカマーH     | 芝           | 00010f（不） | 10   | 02着 |        |          |          | 二本柳省三 | 126  |      | コクホウ           |          |
|        | 11.    | 06     | 根岸   | 各内国産馬        | 芝           | 00012f（不） | 10   | 01着 |        | 2:40.1⁄5 | 1⁄2馬身  | 二本柳省三 | 122  |      | （アスベル）       |          |
|        | 11.    | 14     | 根岸   | 各内国産馬優勝    | 芝           | 00012f（良） | 5    | 02着 |        |          |          | 二本柳省三 | 122  |      | ラプトン           |          |
|        | 11.    | 19     | 目黒   | 各内国産古馬H     | 芝           | 00010f（良） | 6    | 01着 |        | 2:09.45  | 2馬身    | 二本柳省三 | 128  |      | （カノウ）         |          |
|        | 11.    | 26     | 目黒   | 優勝内国産馬連合  | 芝           | 00016f（良） | 8    | 01着 |        | 3:37.90  | 5馬身    | 二本柳省三 | 123  |      | （ヘンペツキー）   |          |
| 1928.  | 04.    | 28     | 目黒   | 各内国産古馬H     | 芝           | 2000m（良）  | 5    | 01着 | R      | 2:09.1⁄5 | 2馬身    | 二本柳省三 | 62   | kg   | （カノウ）         |          |
|        | 04.    | 29     | 目黒   | 各内外国産古馬    | 芝           | 3400m（良）  | 7    | 07着 |        |          |          | 二本柳省三 | 63   |      | フアンタステツク   | [ 注 8 ] |
|        | 05.    | 06     | 目黒   | 各内国産古馬優勝  | 芝           | 2400m（良）  | 4    | 01着 | R      | 2:35.2⁄5 | 4馬身    | 二本柳省三 | 61   |      | （クモカゼ）       |          |
|        | 05.    | 12     | 根岸   | オールカマーH     | 芝           | 2000m（不）  | 8    | 01着 |        | 2:18.4⁄5 | 3馬身    | 二本柳省三 | 64   |      | （コウエイ）       |          |
|        | 05.    | 20     | 根岸   | 各内国産馬優勝    | 芝           | 2400m（良）  | 6    | 02着 |        |          |          | 二本柳省三 | 63   |      | カノウ             |          |
|        | 10.    | 13     | 目黒   | 各内国産古馬特別H | 芝           | 2000m（良）  | 6    | 01着 |        | 2:09.4⁄5 | 31⁄2馬身 | 二本柳省三 | 66   |      | （クモカゼ）       |          |
|        | 10.    | 17     | 目黒   | 各内国産古馬優勝  | 芝           | 2400m（良）  | 4    | 01着 |        | 2:36.4⁄5 | 1⁄2馬身  | 二本柳省三 | 64   |      | （クモカゼ）       |          |
|        | 11.    | 03     | 根岸   | オールカマーH     | 芝           | 2000m（不）  | 10   | 02着 |        |          |          | 二本柳省三 | 69   |      | プリモス           |          |
|        | 11.    | 04     | 根岸   | 各内国産馬        | 芝           | 2400m（良）  | 4    | 01着 |        | 2:38.0   | 4馬身    | 二本柳省三 | 66   |      | （アラタマ）       |          |
|        | 11.    | 11     | 根岸   | 各内国産馬優勝    | 芝           | 2400m（良）  | 5    | 01着 |        | 2:37.0   | 2馬身    | 二本柳省三 | 66   |      | （アラタマ）       |          |
|        | 11.    | 24     | 目黒   | 各内国産古馬H     | 芝           | 2000m（稍）  | 5    | 01着 |        | 2:13.0   | 2馬身    | 二本柳省三 | 72   |      | （キンケイ）       |          |
|        | 12.    | 05     | 目黒   | 各内国産古馬優勝  | 芝           | 2400m（不）  | 4    | 01着 |        | 2:42.4⁄5 | 2馬身    | 二本柳省三 | 68   |      | （キンケイ）       |          |
| 1929.  | 04.    | 27     | 目黒   | 各内国産古馬H     | 芝           | 2000m（稍）  | 6    | 01着 |        | 2:10.1⁄5 | 1⁄2馬身  | 二本柳省三 | 73   |      | （コロネーシヨン） |          |
|        | 04.    | 28     | 目黒   | 各内外国産古馬    | 芝           | 3400m（良）  | 5    | 01着 |        | 3:51.0   | 5馬身    | 二本柳省三 | 63   |      | （ハクシヨウ）     |          |
|        | 11.    | 02     | 根岸   | オールカマーH     | 芝           | 2000m（良）  | 11   | 10着 |        |          |          | 二本柳省三 | 72   |      | ブレツシング       |          |
|        | 11.    | 03     | 根岸   | 帝室御賞典        | 芝           | 1800m（良）  | 7    | 01着 |        | 1:56.1⁄5 | 2馬身    | 二本柳省三 | 59   |      | （キタノホシ）     |          |
| 1930.  | 03.    | 23     | 中山   | 内国産馬          | 芝           | 4000m（良）  | 3    | 02着 |        |          |          | 岸参吉     | 63.5 |      | ハクシヨウ         | [ 注 6 ] |

- タイム欄のRはレコード勝ちを示す。

## 血統表
| ナスノの血統                     | ナスノの血統                                                | ナスノの血統                 | （血統表の出典）             | （血統表の出典） |
| 父系                             | ガリニュール系＜エクリプス系                                | ガリニュール系＜エクリプス系 | ガリニュール系＜エクリプス系 | [ § 2 ]          |
| 父 *ガロン Gallon 1909 栗毛      | 父の父Gallinule 1884 栗毛                                   | Isonomy                      | Sterling                     | Sterling         |
| 父 *ガロン Gallon 1909 栗毛      | 父の父Gallinule 1884 栗毛                                   | Isonomy                      | Isola Bella                  |                  |
| 父 *ガロン Gallon 1909 栗毛      | 父の父Gallinule 1884 栗毛                                   | Moorhen                      | Hermit                       | Hermit           |
| 父 *ガロン Gallon 1909 栗毛      | 父の父Gallinule 1884 栗毛                                   | Moorhen                      | Sist. to Ryshworth           |                  |
| 父 *ガロン Gallon 1909 栗毛      | 父の母Flair 1903 鹿毛                                       | St.Frusquin                  | St. Simon                    | St. Simon        |
| 父 *ガロン Gallon 1909 栗毛      | 父の母Flair 1903 鹿毛                                       | St.Frusquin                  | Isabel                       |                  |
| 父 *ガロン Gallon 1909 栗毛      | 父の母Flair 1903 鹿毛                                       | Glare                        | Ayrshire                     | Ayrshire         |
| 父 *ガロン Gallon 1909 栗毛      | 父の母Flair 1903 鹿毛                                       | Glare                        | Footlight                    |                  |
| 母 サラ系（内洋） 常夏 1914 鹿毛 | 母の父*ダイヤモンドウェッディング Diamond Wedding 1905 鹿毛 | Diamond Jubilee              | St. Simon                    | St. Simon        |
| 母 サラ系（内洋） 常夏 1914 鹿毛 | 母の父*ダイヤモンドウェッディング Diamond Wedding 1905 鹿毛 | Diamond Jubilee              | PerditaⅡ                     |                  |
| 母 サラ系（内洋） 常夏 1914 鹿毛 | 母の父*ダイヤモンドウェッディング Diamond Wedding 1905 鹿毛 | Wedlock                      | Wenlock                      | Wenlock          |
| 母 サラ系（内洋） 常夏 1914 鹿毛 | 母の父*ダイヤモンドウェッディング Diamond Wedding 1905 鹿毛 | Wedlock                      | Cybele                       |                  |
| 母 サラ系（内洋） 常夏 1914 鹿毛 | 母の母サラ系（濠洋） *ブルーボンネット 1903 黒鹿毛          | 不詳                         | 0-                           | 0-               |
| 母 サラ系（内洋） 常夏 1914 鹿毛 | 母の母サラ系（濠洋） *ブルーボンネット 1903 黒鹿毛          | 不詳                         | 0-                           |                  |
| 母 サラ系（内洋） 常夏 1914 鹿毛 | 母の母サラ系（濠洋） *ブルーボンネット 1903 黒鹿毛          | 不詳                         | 0-                           | 0-               |
| 母 サラ系（内洋） 常夏 1914 鹿毛 | 母の母サラ系（濠洋） *ブルーボンネット 1903 黒鹿毛          | 不詳                         | 0-                           |                  |
| 出典                             | 1. 2.                                                       | 1. 2.                        | 1. 2.                        | 1. 2.            |